# Chiến dịch Debrecen
Chiến dịch Debrecen (6 tháng 10 - 28 tháng 10 năm 1944) là một chiến dịch tấn công do Hồng quân Liên Xô và quân đội România tổ chức nhằm tấn công quân đội Đức Quốc xã và đồng minh của nó là vương quốc Hungary, diễn ra trên mặt trận Xô-Đức thuộc Chiến tranh thế giới thứ hai. Đây là một chiến dịch khó khăn của quân đội Liên Xô-Romania khi quân Đức và Hungary đã chống cự rất kịch liệt và suýt nữa đã bao vây tiêu diệt Cụm kỵ binh cơ giới hóa Pliyev tại khu vực Nyíregyháza trên bờ đông sông Tisza. Cả hai phe tham chiến đều chịu những tổn thất rất nặng nề. Cuối cùng, sau gần nửa tháng kịch chiến, quân đội Liên Xô-Romania đã giải phóng Debrecen và 1/3 lãnh thổ Hungary, tiến sâu 160 cây số, vượt các chướng ngại tự nhiên che chở Hungary ở vùng Nam Carpath để chuẩn bị cho chiến dịch tấn công giải phóng toàn bộ lãnh thổ Hungary.
Chiến dịch Debrecen là chiến dịch đầu tiên trong bốn chiến dịch quân sự lớn của Hồng quân Liên Xô tại mặt trận Hungary năm 1944. Đây cũng là một chiến dịch có diễn biến khá phức tạp. Đan xen giữa các hoạt động quân sự là các cuộc đàm phán để ngừng chiến, cuộc đảo chính ở Budapest và những thay đổi chính trị ở phía sau mặt trận của liên quân Đức - Hungary. Những hoạt động chính trị đó đã ảnh hưởng đến kế hoạch tác chiến của cả hai bên và đem lại những hậu quả kéo dài chiến tranh và tăng thêm thương vong. Khác với tình hình ở Romania và Bulgaria từ 1 đến 2 tháng trước, trong quá trình diễn ra chiến dịch Debrecen, quân đội Đức Quốc xã chủ động loại khỏi hàng ngũ đồng minh của họ tất cả những người có chủ trương nghị hòa với Liên Xô hoặc mở cửa biên giới phía Tây cho đồng minh Anh, Mỹ tiến vào Hungary, trong đó có cả những đồng minh thân cận như cha con Nhiếp chính vương Hungary Miklós Horthy và Bá tước Teleki Géza, rồi đưa những nhân vật thuộc phe phát xít ở Hungary lên nằm chính quyền ở Budapest. Ngược lại, phía Liên Xô cũng tranh thủ một số tướng lĩnh, sĩ quan trong hàng ngũ quân đội Hungary đang dao động, làm suy giảm một phần sức chiến đấu của quân đội Hungary vốn đã chịu nhiều tổn thất trên chiến trường Liên Xô từ 1943 và tại miền Đông Transilvania năm 1944.

## Tình huống mặt trận
Đầu tháng 10 năm 1944, Phương diện quân Ukraina 2 Liên Xô đã hoàn thành Chiến dịch tấn công Bucharest-Arad, cùng với quân đội Romania (đồng minh) giải phóng hầu hết lãnh thổ Romania. Quân đội Đức Quốc xã và Hungary chỉ còn trụ lại được tại một số cụm cứ điểm ở phía Tây Transilvania trên lãnh thổ mà Romania đang chiếm lại từ Hungary. Ở phía Nam, Phương diện quân Ukraina 3 phối hợp với Quân Giải phóng nhân dân Nam Tư (NOVJ) hoàn thành Chiến dịch tấn công Beograd, giải phóng thủ đô Nam Tư, áp sát biên giới Hungary. Ở Bosnia Herzegovina và Croatia, Quân đội NOVJ tiếp tục gây sức ép với các cụm tác chiến còn lại của Cụm tập đoàn quân F và đang chuẩn bị cho một chiến dịch lớn để giải phóng hoàn toàn miền Tây Nam Tư. Cụm tập đoàn quân Nam của Đức ở đồng bằng Hungary đang phải đối phó với các trận tấn công của quân đội Liên Xô từ các tuyến phòng thủ phía Đông và phía Nam Hungary.
Tại Budapest, quan hệ giữa nước Đức Quốc xã với chính phủ của Miklós Horthy bắt đầu có sự rạn nứt từ tháng 3 năm 1944 khi một số quan chức của "vương triều không vua" Miklós Horthy bắt đầu "tìm đường sang phương Tây" và Adolf Hitler đã cho lục quân Đức tiến vào Hungary, đặt nước này trong quy chế chiếm đóng mặc dù trên danh nghĩa Hungary vẫn là đồng minh của Đức Quốc xã. Động thái này đã gây bất bình trong một số giới chức Hungary, kể cả Nhiếp chính vương Miklós Horthy và họ càng xúc tiến các kế hoạch tiếp xúc bí mật với các đồng minh Anh - Mỹ. Đến cuối tháng 9 năm 1944, tình hình chính trị tại Budapest càng trở nên bất ổn hơn đối với nước Đức Quốc xã khi Hungary bắt đầu "đi đêm" với cả Liên Xô cũng như Anh và Mỹ, những kẻ thù của nước Đức Quốc xã. Trong khi một phái đoàn của chính phủ Hungary bí mật vượt qua trận tuyến tại khu vực Tây Transilvania để đến Moskva đàm phán với chính phủ Liên Xô thì đồng thời, Trung tướng Náday István, nguyên Bộ trưởng Bộ Quốc phòng Hungary cũng đáp máy bay bí mật đi Napoli để thương thuyết với Anh và Mỹ.
Về khía cạnh địa quân sự, Debrecen có một vị trí chiến lược quan trọng tại mặt trận Hungary năm 1944. Theo đánh giá của Bộ Tổng tham mưu quân đội Liên Xô, chiếm được Debrecen, quân đội Liên Xô sẽ tạo được một hình thái tấn công có lợi trên mấy hướng. Từ Debrecen, có thể tiến vào phía sau tuyến phòng thủ của Tập đoàn quân xe tăng 1 (Đức) và Tập đoàn quân 1 (Hungary) ở Carpath theo hướng Đông và Đông Bắc. Nếu tấn công từ Debrecen lên phía Bắc, quân đội Lien Xô có thể chặn được đường rút lui của hai tập đoàn quân Đức và Hungary ở Đông Carpath. Từ Debrecen, quân đội Liên Xô cũng có thể tấn công lên hướng Tây Bắc để chi viện từ phía Nam cho cuộc khởi nghĩa của những người yêu nước Tiệp Khắc ở Trung Slovakya. Debrecen cũng có thể trở thành bàn đạp cho các cuộc tấn công trực diện từ hướng Đông vào Budapest. Với những triển vọng đó, Bộ Tổng tư lệnh quân đội Liên Xô quyết định mở Chiến dịch tấn công Debrecen.

## Binh lực và kế hoạch

### Quân đội Liên Xô và Romania

#### Binh lực
Phương diện quân Ukraina 2 do Nguyên soái Rodion Malinovsky làm Tư lệnh và Thượng tướng Matvey Zakharov làm Tham mưu trưởng. Biên chế của phương diện quân đầu tháng 10 năm 1944 gồm có:
- Tập đoàn quân cận vệ 7 do Thượng tướng Mikhail Shumilov chỉ huy. Thành phần gồm có:
  - Bộ binh:
    - Quân đoàn cận vệ 24 gồm các sư đoàn cận vệ 72, 81 và Sư đoàn 6
    - Quân đoàn cận vệ 25 gồm Sư đoàn đổ bộ đường không cận vệ 6, Sư đoàn bộ binh cận vệ 36 và Sư đoàn 53
    - Sư đoàn bộ binh 227 (trực thuộc tập đoàn quân)

  - Pháo binh:
    - Pháo nòng dài: Lữ đoàn cận vệ 41
    - Pháo chống tăng: Các trung đoàn cận vệ 114 và 115
    - Súng cối: Các trung đoàn 263, 290 và 493.
    - Pháo phòng không: Sư đoàn 5 gồm các trung đoàn 670, 743, 1119 và 1181.

  - Thiết giáp: Lữ đoàn xe bọc thép 38
  - Công binh: Lữ đoàn hỗn hợp 60
  - Đặc biệt: Tiểu đoàn súng phun lửa số 6.
- Tập đoàn quân 40 do Trung tướng Filipp Zhmachenko chỉ huy. Thành phần gồm có:
  - Bộ binh:
    - Quân đoàn 50 gồm Sư đoàn cận vệ 42 và Sư đoàn 240.
    - Quân đoàn 51 gồm các sư đoàn 38, 133, 232.
    - Các khung sư đoàn 54, 159 (trực thuộc tập đoàn quân)

  - Pháo binh:
    - Lữ đoàn pháo nòng dài 153
    - Pháo chống tăng: Trung đoàn 680
    - Súng cối: Trung đoàn cận vệ 10

  - Thiết giáp: Trung đoàn xe bọc thép 34.
  - Công binh: Lữ dàn hỗn hợp số 4
  - Đặc biệt: Các tiểu đoàn súng phun lửa 21 và 176.
- Tập đoàn quân 53 do Thượng tướng Ivan Managarov chỉ huy. Thành phần gồm có:
  - Bộ binh:
    - Quân đoàn cận vệ 27 gồm các sư đoàn 297 và 409
    - Quân đoàn 49 gồm Sư đoàn đổ bộ đường không cận vệ 1, Sư đoàn cận vệ 110 và Sư đoàn 375
    - Quân đoàn 57 gồm các sư đoàn 203, 228 và 243.

  - Pháo binh:
    - Hỗn hợp: Sư đoàn pháo binh cận vệ 5 gồm Lữ đoàn pháo hạng nặng 71, Lữ đoàn pháo nòng dài cận vệ 17, các lữ đoàn lựu pháo 47 và 95, Lữ đoàn Katyusha cận vệ 18, Lữ đoàn súng cối 27.
    - Lựu pháo: Lữ đoàn 152.
    - Pháo chống tăng: các lữ đoàn 11 và 31, trung đoàn 1316
    - Súng cối: Trung đoàn 461
    - Pháo phòng không: Sư đoàn 27 gồm các trung đoàn 1354, 1358, 1364 và 1370.

  - Thiết giáp:
    - Quân đoàn xe tăng 18 gồm các Lữ đoàn xe tăng 110, 170 và 181; Lữ đoàn cơ giới 32; Trung đoàn pháo tự hành chống tăng cận vệ 363; Trung đoàn pháo tự hành 1438: Tiểu đoàn mô tô trinh sát 78; Trung đoàn lựu pháo 452; Trung đoàn pháo chống tăng 1000; Trung đoàn súng cối 292; Trung đoàn phòng không 1694

  - Công binh: Lữ đoàn kỹ thuật 54.
- Tập đoàn quân 46 do Trung tướng Ivan Shlyomin chỉ huy. Thành phần gồm có:
  - Bộ binh:
    - Quân đoàn cận vệ 10 gồm các sư đoàn cận vệ 49, 59, 86 và 109.
    - Quân đoàn cận vệ 31 gồm các sư đoàn cận vệ 4, 34 và 40
    - Quân đoàn 37 gồm các sư đoàn 108 (cận vệ) và 320

  - Pháo binh:
    - Hỗn hợp: Sư đoàn 7 gồm Lữ đoàn pháo hạng nặng 11, Lữ đoàn pháo nòng dài 17, Lữ đoàn lựu pháo 45, Lữ đoàn Katyusha 105 và Lữ đoàn súng cối cận vệ 3
    - Pháo nòng dài: Lữ đoàn 45
    - Lựu pháo: Trung đoàn cận vệ 92
    - Pháo chống tăng: Trung đoàn 437
    - Súng cối: Trung đoàn 462
    - Pháo phòng không: Sư đoàn 38 gồm các trung đoàn 1401, 1405, 1409 và 1712.

  - Công binh: Lữ đoàn hỗn hợp 51.
- Tập đoàn quân 27 do Thượng tướng Sergey Trofimenko chỉ huy. Thành phần gồm có:
  - Bộ binh:
    - Quân đoàn cận vệ 35 gồm Sư đoàn đổ bộ đường không cận vệ 3, Sư đoàn cận vệ 93, các sư đoàn 180 và 202.
    - Quân đoàn 33 gồm các sư đoàn 78 và 337
    - Quân đoàn 104 gồm các Sư đoàn đổ bộ đường không cận vệ 4, các sư đoàn 163, 206

  - Pháo binh:
    - Sư đoàn hỗn hợp 11 gồm Lữ đoàn pháo hạng nặng 31, Lữ đoàn pháo nòng dài 45 và Lữ đoàn lựu pháo 40
    - Sư đoàn hỗn hợp 16 gồm Lữ đoàn pháo hạng nặng 49, Lữ đoàn pháo nòng dài 61, các lữ đoàn lựu pháo 52, 90, Lữ đoàn Katyusha 109, Lữ đoàn súng cối 14
    - Pháo nòng dài: Lữ đoàn 27
    - Pháo chống tăng: Lữ đoàn 30, Trung đoàn cận vệ 315.
    - Súng cối: Các trung đoàn 480, 492
    - Pháo phòng không: Sư đoàn 9 (các trung đoàn 974, 993), các trung đoàn 249, 459.

  - Thiết giáp:
    - Xe tăng: Lữ đoàn cận vệ 27, Tiểu đoàn 25 (độc lập)
    - Pháo tự hành: Các trung đoàn 697, 1458.

  - Công binh: Lữ đoàn hỗn hợp 43
  - Đặc biệt: Các đại đội súng phun lửa 3, 27
- Tập đoàn quân xe tăng cận vệ 6 do Thượng tướng xe tăng Andrey Kravchenko chỉ huy. Thành phần gồm có:
  -     - Quân đoàn cơ giới cận vệ 9 gồm các Lữ đoàn cơ giới cận vệ 30, 31; Lữ đoàn cơ giới 45; Lữ đoàn xe tăng 233; Trung đoàn pháo tự hành 745, Tiểu đoàn moto 64; Trung đoàn súng cối 458; Tiểu đoàn xe bọc thép cận vệ 35 và Trung đoàn phòng không cận vệ 388.
    - Quân đoàn xe tăng cận vệ 5 gồm các lữ đoàn xe tăng cận vệ 20, 21, 22; Lữ đoàn cơ giới cận vệ 6. Trung đoàn pháo cống tăng tự hành cận vệ 375; Trung đoàn pháo tự hành 1462, Trung đoàn pháo chống tăng 1667; Tiểu đoàn moto cận vệ 15. Trung đoàn súng cối 454; Tiểu đoàn xe bọc thép 127; Trung đoàn phòng không 1696.
    - Các đơn vị trực thuộc: Lữ đoàn pháo tự hành 6, Trung đoàn xe tăng độc lập 49, Trung đoàn pháo chống tăng tự hành 346, Trung đoàn cơ giới cận vệ 4, Trung đoàn pháo chống tăng 301, Lữ đoàn công binh kỹ thuật 22.
- Cụm kỵ binh cơ giới hóa Pliyev do Thượng tướng Issa Pliyev chỉ huy. Thành phần gồm có:
  - Quân đoàn kỵ binh cận vệ 4, trong biên chế có
    - Kỵ binh: Các sư đoàn cận vệ 9, 10 và Sư đoàn kỵ binh 30
    - Thiết giáp, cơ giới của quân đoàn: Trung đoàn pháo tự hành 1815, Tiểu đoàn xe tăng cận vệ 4, Trung đoàn moto cận vệ 12
    - Pháo binh của quân đoàn: Trung đoàn pháo chống tăng cận vệ 152, Trung đoàn súng cối cận vệ 68, các trung đoàn phòng không 2, 55.

  - Quân đoàn kỵ binh cận vệ 6, trong biên chế có:
    - Kỵ binh: Các sư đoàn cận vệ 8, 13 và Sư đoàn kỵ binh 8.
    - Thiết giáp, cơ giới của quân đoàn: Trung đoàn pháo tự hành 1813, Tiểu đoàn xe tăng cận vệ 6, Trung đoàn moto cận vệ 11.
    - Pháo binh của quân đoàn: Trung đoàn pháo chống tăng cận vệ 142, Trung đoàn súng cối cận vệ 47, Trung đoàn phòng không 1732.

  - Quân đoàn cơ giới cận vệ 7 gồm các lữ đoàn cơ giới 16, 63, 64; Lữ đoàn xe tăng cận vệ 41; các trung đoàn pháo tự hành 1289, 1440; Tiểu đoàn moto 94; Trung đoàn pháo chống tăng 109; Trung đoàn súng cối 614; Trung đoàn phòng không 1713.
- Cụm kỵ binh cơ giới hóa Goshkov do Trung tướng Sergey Gorshkov chỉ huy. Thành phần gồm có:
  - Quân đoàn kỵ binh cận vệ 5, trong biên chế có:
    - Kỵ binh: Các sư đoàn cận vệ 11, 12 và Sư đoàn kỵ binh 63.
    - Thiết giáp, cơ giới của quân đoàn: Trung đoàn pháo tự hành 1896, Tiểu đoàn xe tăng cận vệ 5, Trung đoàn moto cận vệ 9.
    - Pháo binh của quân đoàn: Trung đoàn pháo chống tăng cận vệ 150, Trung đoàn súng cối cận vệ 72, Trung đoàn phòng không 585.

  - Quân đoàn cơ giới cận vệ 2 gồm các lữ đoàn cơ giới cận vệ 4, 5, 6; Lữ đoàn xe tăng cận vệ 37; Trung đoàn xe tăng cận vệ 30; các trung đoàn pháo tự hành 251 (cận vệ), 1509; Tiểu đoàn moto 99; các trung đoàn súng cối 408 (cận vệ), 524; Trung đoàn phòng không 159.
- Tập đoàn quân không quân 5 do Thượng tướng Sergey Goryunov chỉ huy, thành phần gồm có:
  - Quân đoàn cường kích 2 gồm Sư đoàn cận vệ 7 và Sư đoàn 231.
  - Quân đoàn cường kích 5 gồm Sư đoàn cận vệ 4 và các sư đoàn 264, 331.
  - Quân đoàn tiêm kích cận vệ 3 gồm các sư đoàn cận vệ 13, 14
  - Các đơn vị trực thuộc tập đoàn quân:
    - Các sư đoàn ném bom 218 và 312
    - Sư đoàn cường kích cận vệ 10
    - Các sư đoàn tiêm kích 6 (cận vệ) và 279
    - Trung đoàn vận tải 95
    - Trung đoàn trinh sát 511
    - Trung đoàn liên lạc, cứu hộ 714
    - Trung đoàn kỹ thuật 207
    - Trung đoàn công binh không quân 18
    - Các trung đoàn phòng không 1254, 1562, 1681 và 1975
- Các đơn vị trực thuộc Phương diện quân:
  - Bộ binh:
    - Liên Xô: Sư đoàn bộ binh cận vệ 25 và Sư đoàn bộ binh 303
    - Nước ngoài: Sư đoàn bộ binh 1 (Romania) và Lữ đoàn bộ binh 1 (Nam Tư).

  - Pháo binh
    - Pháo hạng nặng: Lữ đoàn 202
    - Pháo chống tăng: Các lữ đoàn 2, 12, 22, 24 và 34
    - Súng cối: Các trung đoàn cận vệ 17, 47, 48, 57, 66, 80, 97, 302, 309, 324 và 328.
    - Phòng không: Các sư đoàn 9, 11, 26, 30; các trung đoàn cận vệ 225 và 272; các trung đoàn 622 và 1651.

  - Thiết giáp:
    - Quân đoàn xe tăng 23 gồm các lữ đoàn xe tăng 3, 39, 135; Lữ đoàn cơ giới 56; Trung đoàn pháo tự hành 1443; Tiểu đoàn moto 82; các trung đoàn pháo chống tăng 1501, 1669; Trung đoàn súng cối 457; Tiểu đoàn súng phun lửa tự hành 739; Trung đoàn phòng không 1697.

  - Không quân: Các trung đoàn vận tải, trinh sát 85 và 1001.
  - Công binh: Lữ đoàn công binh công trình 5, Lữ đoàn kỹ thuật 14, Lữ đoàn rà phá mìn 27; các lữ đoàn cầu phà 1 và 2; Lữ đoàn vận tải 8, các lữ đoàn làm đường 61 và 72.

Quân đội Romania
- Tập đoàn quân 1 do Trung tướng Vasile Atanasiu chỉ huy. Biên chế gồm có:
  - Quân đoàn bộ binh 4:
    - Bộ binh: Các sư đoàn 2, 4, 11
    - Kỵ binh: Sư đoàn 1

  - Quân đoàn bộ binh 7:
    - Bộ binh: Sư đoàn tình nguyện 2 "Khor, Kloshka Shea Krishan", Sư đoàn bộ binh 2.
    - Kỵ binh: Trung đoàn 1 "Ion Luca Caragiale"
    - Pháo binh: Trung đoàn 1 (pháo hạng nặng).
    - Công binh: Trung đoàn xung kích 7.
- Tập đoàn quân 4 do Trung tướng Gheorghe Avramescu chỉ huy. Biên chế gồm có:
  - Quân đoàn bộ binh 2:
    - Bộ binh: Sư đoàn tình nguyện 1 "Tudor Vladimirescu", các sư đoàn 8, 20
    - Kỵ binh: Trung đoàn 4 "Ion Luca Caragiale"
    - Pháo binh: Trung đoàn 2 (pháo hạng nặng)
    - Công binh: Trung đoàn xung kích 2

  - Quân đoàn sơn chiến: gồm các sư đoàn bộ binh 3, 6 và Sư đoàn sơn chiến 1
  - Quân đoàn bộ binh 6 gồm các sư đoàn bộ binh 7, 9, 21.
- Quân đoàn không quân 1

Tổng quân số 698.200 người, được trang bị 750 xe tăng và pháo tự hành, 10.200 đại bác và súng cối, 1.100 máy bay.

#### Kế hoạch
Kế hoạch Chiến dịch Debrecen nằm trong kế hoạch tổng thể hoạt động của quân đội Liên Xô trong mùa đông 1944-1945 tại Trung Âu, trong đó, trọng điểm là mặt trận Hungary do vị trí trung tâm vùng của nước này, tiếp giáp với Áo, Nam Tư, Romania, Tiệp Khắc, Slovakia và có nguồn dầu mỏ duy nhất còn lại mà Đức Quốc xã đang khai thác. Ban đầu, Nguyên soái Malinovsky tổ chức các trận tấn công vỗ mặt của Tập đoàn quân 27 (Liên Xô) và Tập đoàn quân 4 (Romania) ở Turda; của Tập đoàn quân cận vệ 7 (Liên Xô) ở Turgu Muresh (Targu Mures); của Tập đoàn quân 40 ở Rodna. Tuy nhiên, cuộc tấn công này đã bị Tập đoàn quân 2 Hungary và Tập đoàn quân 8 (Đức), trong đó các sư đoàn xe tăng 3, 13, Sư đoàn cơ giới 19, các Quân đoàn bộ binh 29 và 72 (Đức) chặn đứng. Đại bản doanh Bộ Tổng tư lệnh tối cao Liên Xô nhận thấy ít có khả năng giành những bước ngoặt thuận lợi cho tình hình của Phương diện quân Ukraina 2 trên hướng Turda.
Trong khi đó, tình hình cánh trái của Phương diện quân Ukraina 2 lại xuất hiện nhiều diễn biến khả quan. Do tuyến phòng ngự của Tập đoàn quân 6 (Đức) và Tập đoàn quân 3 (Hungary) trên hướng Nam Debrecen yếu hơn nên đến giữa tháng 9 năm 1944, các tập đoàn quân 46, 53, xe tăng cận vệ 6 và Tập đoàn quân 1 (Romania) đã đánh chiếm Arad và Timisoara, tiến ra tuyến Petrovgrad (Belgrad) (Nam Tư), Mako, Salonta, phía Nam Oradia (Oradea) trên biên giới Romania - Hungary. STAVKA nhận thấy triển vọng tấn công của quân đội Liên Xô và Romania trên hướng này có thể tiến vào sau lưng cánh quân Đức - Hungary đang phòng ngự vững chắc tại khu vực Tây Transilvania. Trả lời bức điện của Đại bản doanh về triển vọng tấn công tại mặt trận Hungary, ngày 23 tháng 9, từ mặt trận sông Visla, Nguyên soái Georgy Zhukov nhận định:
| “               | Căn cứ vào tính chất địa hình và sự tổ chức bố trí của địch ở phía trước Malinovsky và Petrov, tôi cho rằng cần tập trung ngay tập đoàn quân của Kravchenko ở phía Bắc Arad làm nhiệm vụ đột kích vào Debrecen, tức là vào phía sau cánh quân chủ yếu của quân Hungary thì có lợi hơn. Chiếm được khu vực Debrecen, toàn bộ hệ thống phòng ngự chiến dịch của quân Hungary sẽ bị sụp đổ và chúng sẽ buộc phải nhanh chóng rút khỏi Cluj và Carpath. Cuộc tiến công vỗ mặt của Malinovsky sẽ dẫn tới những trận đánh kéo dài và tạo điều kiện cho địch trụ lại yên ổn ở khu vực Tisza | ” |
| — G. K. Zhukov. | |   |

Vì Phương diện quân Ukraina 2 tấn công trong điều kiện quân đội Đức Quốc xã và Hungary vẫn còn những lực lượng lớn đóng tại Đông Carpath cũng như Cụm tập đoàn quân F của Đức tại Nam Tư lúc nào cũng có thể cơ động đến hướng Debrecen nên Bộ Tổng tham mưu quân đội Liên Xô yêu cầu cánh phải của Phương diện quân Ukraina 4 và cánh trái của Phương diện quân Ukraina 1 phải có những hoạt động nhằm thu hút Tập đoàn quân xe tăng 1 (Đức) và Tập đoàn quân 1 (Hungary) về hướng Bắc. Ở phía Nam, Phương diện quân Ukraina 3 phối hợp với Quân Giải phóng nhân dân Nam Tư cần mở các chiến dịch giam chân Cụm tập đoàn quân F tại Nam Tư. Cánh trái của Phương diện quân Ukraina 2 tấn công trên hướng Debrecen (Tập đoàn quân xe tăng cận vệ 6, Cụm kỵ binh cơ giới của tướng Pliyev, Tập đoàn quân 53 và Tập đoàn quân 1 (Romania) phải đặc biệt chú ý cảnh giới hai bên sườn.

### Quân đội Đức Quốc xã

#### Binh lực
Cụm Tập đoàn quân Nam (được tổ chức lại từ Cụm Tập đoàn quân Nam Ukraina) do Đại tướng Johann Friessner làm Tư lệnh. Binh lực gồm có:
- Tập đoàn quân 6 (Đức) do Thượng tướng pháo binh Maximilian Fretter-Pico chỉ huy. Thành phần gồm có:[9]
  - Quân đoàn xe tăng 3 do Thượng tướng thiết giáp Hermann Breith chỉ huy. Trong biên chế có:
    - Sư đoàn xe tăng 3
    - Sư đoàn xe tăng 13
    - Sư đoàn xe tăng 23
    - Sư đoàn cơ giới xung kích "Feldhernhalle".
    - Sư đoàn bộ binh 46

  - Quân đoàn xe tăng 4 do Thượng tướng thiết giáp Ulrich Kleemann chỉ huy. Trong biên chế có:
    - Sư đoàn xe tăng 1 (Đức) của Trung tướng Eberhard Thunert
    - Sư đoàn xe tăng 24 (Đức)
    - Sư đoàn xe tăng 2 (Hungary)
    - Cụm tác chiến sư đoàn kỵ binh 22 SS

  - Quân đoàn bộ binh 72 do Trung tướng August Schmidt chỉ huy. Trong biên chế có:
    - Sư đoàn bộ binh 76 (Đức) của Trung tướng Siegfried von Rekowski
    - Sư đoàn bộ binh dự bị 4 (Hungary)
    - Sư đoàn bộ binh dự bị 12 (Hungary)
    - Cụm tác chiến sư đoàn Siebenbuergen

  - Quân đoàn bộ binh 7 (Hungary). Trong biên chế có:
    - Sư đoàn bộ binh 7 Hungary
    - Sư đoàn bộ binh 9 Hungary
    - Sư đoàn bộ binh 25 Hungary
    - Sư đoàn bộ binh sơn chiến 2 Hungary
    - Lữ đoàn bộ binh sơn chiến 1 Hungary
    - Cụm tác chiến Von Kessel
- Tập đoàn quân 8 (Đức) do Thượng tướng bộ binh Otto Wöhler chỉ huy. Thành phần gồm có:[9]
  - Quân đoàn bộ binh 29 (Đức) của Thượng tướng bộ binh Kurt Röpke. Trong biên chế có:
    - Sư đoàn kỵ binh 8 SS "Florian Geyer"
    - Sư đoàn bộ binh sơn chiến 4.
    - Cụm tác chiến sư đoàn Winkler
    - Cụm tác chiến sư đoàn Schopper
    - Sư đoàn bộ binh 9 (Hungary)

  - Quân đoàn bộ binh 17 (Đức) của Thượng tướng sơn cước Hans Kreysing. Trong biên chế gồm có:
    - Sư đoàn bộ binh sơn chiến 27 (Hungary).
    - Sư đoàn bộ binh xung kích 8 (Đức).
    - Sư đoàn bộ binh nhẹ 9 (Đức)
    - Lữ đoàn bộ binh biên phòng (Hungary)
    - Cụm tác chiến sư đoàn Rath

  - Quân đoàn bộ binh 9 (Hungary). Trong biên chế có:
    - Sư đoàn sơn chiến 3 (Đức)
    - Sư đoàn bộ binh dự bị 2 (Hungary)
    - Sư đoàn bộ binh 46 Hungary
    - Lữ đoàn bộ binh 9 Hungary
- Tập đoàn quân 3 Hungary do Đại tướng Heszlényi József chỉ huy. Thành phần gồm có:[9]
  - Quân đoàn xe tăng 57 của Thượng tướng thiết giáp Friedrich Kirchner. Trong biên chế có:
    - Sư đoàn xe tăng 4 SS
    - Sư đoàn kỵ binh 1 Hungary
    - Sư đoàn bộ binh 20

  - Quân đoàn bộ binh 8 Hungary. Trong biên ché có:
    - Sư đoàn xe tăng 1 (Hungary)
    - Sư đoàn bộ binh 23 (Hungary)
    - Sư đoàn bộ binh dự bị 8 (Hungary)
- Tập đoàn quân 2 Hungary  do Trung tướng Veress Lajos chỉ huy. Thành phần gồm có:[9]
  - Quân đoàn bộ binh 2 Hungary. Trong biên chế có:
    - Sư đoàn bộ binh 15 (Đức)
    - Sư đoàn bộ binh 25 (Hungary)
    - Sư đoàn bộ binh dự bị 7 (Hungary)
    - Lữ đoàn cơ giới 2 (Hungary)
- Lực lượng dự bị trực thuộc cụm tập đoàn quân:
  -     - Sư đoàn cơ giới 10 (Đức)
    - Sư đoàn bộ binh 337 (Đức)
    - Sư đoàn bộ binh 6 (Hungary)

Một phần Cụm Tập đoàn quân F
Toàn bộ thành phần binh lực gồm 35 sư đoàn, 5 cụm tác chiến sư đoàn, 3 lữ đoàn, được trang bị 300 xe tăng và pháo tự hành, 3.500 đại bác và súng cối, 350 máy bay.

#### Kế hoạch
Đại tướng Johann Friessner, chỉ huy Cụm tập đoàn quân Nam cho rằng, việc quân đội Liên Xô dừng lại tại khu vực Arad để mở các cuộc tấn công vào Turda là đã bỏ lỡ một cơ hội để mở đường vào Budapest. Tuy nhiên, một trong những lý do để quân đội Liên Xô tạm dừng tấn công trên hướng trực diện vào lãnh thổ Hungary là các cuộc đàm phán giữa phái đoàn của Hungary và phía Liên Xô tại Moskva đã tiến được khá xa. Trong khi đàm phán đang tiếp tục, quân đội Liên Xô chưa thể tổ chức các hoạt động quân sự trên lãnh thổ Hungary nhằm không làm cho phía Hungary cảm thấy mình bị xúc phạm. Phương diện quân Ukraina 2 chỉ có thể cùng với các tập đoàn quân Romania tiếp tục các hoạt động quân sự tại Tây Transilvania để thu hồi nốt vùng lãnh thổ này cho Romania theo thỏa thuận giữa hai bên. Nắm được tình hình này, Bộ Tham mưu Cụm tập đoàn quân Nam của Đức đã triển khai song song các hoạt động quân sự tại mặt trận đồng thời tổ chức đảo chính để phá vỡ các cuộc đàm phán Hungary - Liên Xô.
Bộ Tham mưu Lục quân của quân đội Đức Quốc xã đặt yêu cầu phải giữ được Debrecen và tuyến sông Tisza. Đây là tuyến phòng thủ có vai trò như một tấm bình phong che chở cho Budapest. Tướng Johann Friessner bố trí Cụm tập đoàn quân Nam thành ba cụm phòng thủ trên ba hướng, tạo thành hai vành đai phòng thủ ở phía Đông Hungary. Cụm quân lớn nhất gồm các tập đoàn quân 6, 8 (Đức) và Tập đoàn quân 2 (Hungary) bố trí tại "chỗ lồi" Tây Transilvania có các trung tâm phòng ngự mạnh được bố trí tại Cluj, Oradea và Dej. Bên sườn phía Bắc là Tập đoàn quân 1 (Hungary). Bên sườn phía Nam là Tập đoàn quân 3 (Hungary). Phía sau các đơn vị này là các cụm phòng thủ mạnh bố trí dọc theo sông Tisza. Kế hoạch phòng thủ cũng dự tính thu hút sự chi viện từ phía Nam của Cụm tập đoàn quân F đang đóng tại Nam Tư. Tại mặt Bắc của "chỗ lồi" Tây Transilvania, tướng Friessner hy vọng với Tập đoàn quân 1 (Hungary) và Quân đoàn 17 (Đức) gồm các đơn vị sơn chiến sẽ ngăn chặn được Phương diện quân Ukraina 4 (chỉ có 2 tập đoàn quân và 1 quân đoàn bộ binh). Sở chỉ huy chính của Cụm tập đoàn quân đặt tại Budapest. Sở chỉ huy tiền phương đặt tại thành phố Satu Mare.

## Diễn biến

### Quân đội Liên Xô giải phóng Debrecen
7 giờ sáng ngày 6 tháng 10, sau các loạt pháo kích chuẩn bị như thường lệ, cánh quân xung kích của Phương diện quân Ukraina 2 gồm Tập đoàn quân xe tăng cận vệ 6, Cụm kỵ binh - cơ giới của tướng Pliyev và cánh trái của Tập đoàn quân 27 bắt đầu tấn công lên phía Bắc. Bên sườn trái, Tập đoàn quân 53 mở các mũi tiến công về hướng Solnok (Szolnok). Chủ lực của Tập đoàn quân 46 (Liên Xô) và Tập đoàn quân 1 (Romania) có Quân đoàn xe tăng 18 đi kèm cũng mở các đòn đột kích nhằm vào Seget và Senta. Ở sườn phải, các tập đoàn quân 40 và cận vệ 7 vẫn tiếp tục duy trì sức ép lên Tập đoàn quân 8 (Đức) nhằm giữ chân tập đoàn quân này tại khu vực Dej.
Trên hướng đột kích chủ yếu, Tập đoàn quân 6 (Đức) và Tập đoàn quân 2 (Hungary) chống cự kịch liệt trên tuyến phòng thủ từ Oradea đến phía nam Cluj, buộc Tập đoàn quân xe tăng 6 (Liên Xô) phải dừng lại trên tuyến sông Krishul Repele từ ngày 7 đến ngày 8 tháng 10. Đến ngày 9 tháng 10, Tập đoàn quân 27 vẫn chưa vượt qua được điểm nút ở Turda. Bên cánh trái, Cụm kỵ binh cơ giới Pliyev đã thu được những thành công lớn trong ngày tấn công đầu tiên vào điểm tiếp giáp giữa Tập đoàn quân 6 (Đức) và Tập đoàn 3 (Hungary). 12 giờ trưa ngày 6 tháng 10, Quân đoàn kỵ binh cận vệ 6 của tướng Sokolov đã đánh chiếm thị trấn Gyula. Đến cuối ngày, Quân đoàn kỵ binh cận vệ 4 đã đánh chiếm thị trấn nhà ga Békéscsaba, cách chiến tuyến buổi sáng cùng ngày 11 km. Ngày 7 tháng 10, Quân đoàn cơ giới cận vệ 7 bất ngờ đánh chiếm thị trấn Bekesh (Bekes) và vượt sông Koros tiến lên phía Bắc tạo ra nguy cơ chia cắt giữa Tập đoàn quân 6 (Đức) và Tập đoàn quân 3 (Hungary).
Để cứu vãn tình hình, tướng Heszlényi József tung Sư đoàn xe tăng 1 và Sư đoàn bộ binh 20 (Hungary) phản kích tại khu vực Kamut -Kondorosh và kìm giữ Quân đoàn cơ giới cận vệ 7 tại đây đến hết ngày 7 tháng 10. Ngày 8 tháng 10, cả ba quân đoàn của Cụm kỵ binh cơ giới Pliyev tiếp tục vượt sông Kharmash phối hợp với Tập đoàn quân 53 tấn công lên Solnok. Đến cuối ngày 8 tháng 10, Cụm kỵ binh cơ giới Pliyev đã cắt đứt đường sắt từ Debrecen qua Solnok đi Budapest tại các thị trấn Heidi Soboslo (Hajduszoboszlo), Nadudvar, Pyushpek (???), Kartsag (Karcag), Kishuysallash (Kisujszallas) và Kenderesh (Kenderes). Ở giữa mặt trận, ngày 10 tháng 10, Nguyên soái Malinovsky phải điều chỉnh lại binh lực. Cụm kỵ binh cơ giới của tướng Gorshkov từ thê đội dự bị tăng cường cho Tập đoàn quân 27. Quân đoàn bộ binh 33 (Tập đoàn quân 27) được điều động phối thuộc cho Tập đoàn quân xe tăng cận vệ 6. Ngày 11 tháng 10, Tập đoàn quân 27 và Cụm kỵ binh cơ giới Gorshkov đánh chiếm Cluj, trung tâm phòng ngự của Tập đoàn quân 2 (Hungary) tại Transilvania. Tuy nhiên, Tập đoàn quân xe tăng cận vệ 6 vẫn chưa chiếm được trung tâm phòng ngự Oradea của Tập đoàn quân 6 (Đức). Các sư đoàn xe tăng 1 và 23 (Đức) cùng các sư đoàn bộ binh 7, 9, 27 (Hungary) đã tạo thành một vành đai phòng thủ cứng rắn ở phía Nam Oradea.
Đêm 8 rạng ngày 9 tháng 10, tướng Pliyev nhận được mệnh lệnh mới từ Bộ tư lệnh Phương diện quân Ukraina 2 yêu cầu thay đổi hướng tấn công. Cụm kỵ binh cơ giới được giao nhiệm vụ tách một quân đoàn kỵ binh tấn công lên Debrecen. Quân đoàn cơ giới cận vệ 7 và quân đoàn kỵ binh còn lại phải quay sang phía Đông, phối hợp với Tập đoàn quân xe tăng cận vệ 6 phá vỡ tuyến phòng thủ Oradea của quân Đức và đánh chiếm thành phố này. Phát hiện mũi tấn công của kỵ binh cơ giới Liên Xô từ phía Tây, ngày 10 tháng 10, tướng Maximilian Fretter-Pico tung Sư đoàn xe tăng 2 và các sư đoàn bộ binh 2 và 25 (Hungary) quay sang phía Tây, chặn kích Quân đoàn cơ giới cận vệ 7 (Liên Xô) trên sông Beret. Tướng Pliyev huy động hỏa lực của tất cả các khẩu đội Katyusha, pháo tự hành và súng cối có trong tay để yểm hộ cho công binh bắc cầu và làm đường ngầm vượt sông. Sáng 12 tháng 10, Quân đoàn kỵ binh cận vệ 6 và Quân đoàn cơ giới cận vệ 7 đã tiếp cận phía Tây Oradea và phối hợp với Tập đoàn quân xe tăng 6 tấn công thành phố. 18 giờ chiều 12 tháng 10, các sư đoàn xe tăng 1, 23 (Đức) và 2 (Hungary) bị thiệt hại nặng buộc phải bỏ thành phố rút về Debrecen.
Mất Oradea và Cluj, tuyến phòng thủ của liên quân Đức - Hungary tại Tây Transilvania sụp đổ. Để tránh khỏi bị bao vây, tướng Friessner buộc phải ra lệnh cho Tập đoàn quân 8 (Đức) rút khỏi khu vực Dej về phía Tây. Sở chỉ huy tiền phương của Cụm tập đoàn quân Nam cũng được rời về Mishkol. Mặc dù Friessner báo cáo rằng quyết định rút Tập đoàn quân 8 (Đức) ra khỏi cái túi Transilvania do ông ta đưa ra nhưng trong bức điện ngày 17 tháng 10 năm 1944, Hitler vẫn yêu cầu xử phạt tướng Otto Wöhler vì đã "tự tiện đưa ra quyết định rút quân".
Do phòng tuyến của Cụm tập đoàn quân Nam ở Transilvania đã bị phá vỡ, Nguyên soái Malinovsky chỉ để lại Tập đoàn quân 40 phối hợp với Tập đoàn quân 4 (Romania) tổ chức truy kích Tập đoàn quân 8 (Đức) dọc theo các triền núi qua Baya Mare (???) đến Satu Mare. Tập đoàn quân cận vệ 7 được rút khỏi khu vực Dej và di chuyển đến khu vực Solnok (???) thay cho Tập đoàn quân 53 đang tấn công lên phía Tây Debrecen. Ngày 14 tháng 10, Cụm kỵ binh cơ giới Pliyev đã hội đủ 3 quân đoàn phối hợp với Quân đoàn xe tăng cận vệ 5 (Tập đoàn quân xe tăng cận vệ 6) và Quân đoàn kỵ binh cận vệ 6 (Cụm kỵ binh cơ giới Gorshkov) chuẩn bị tấn công từ ba hướng vào Debrecen. Tuy nhiên, cuộc tấn công bị Bộ Tổng tham mưu Liên Xô ra lệnh hoãn lại do tại cuộc đàm phán ở Moskva, phía Hungary đề nghị quân đội Liên Xô ngừng tấn công quân Hungary để có thời gian tập hợp lại lực lượng quay súng chống quân Đức. Ngày 15 tháng 10, tại Budapest nổ ra cuộc đảo chính quân sự. Ferenc Szálasi, người của Đảng Quốc xã Hungary được đưa lên thay Miklós Horthy đã ra lệnh cho các tập đoàn quân Hungary tiếp tục chống lại Hồng quân. Ngày 16 tháng 10, các tập đoàn quân Liên Xô và Romania tiếp tục tấn công.
Ở hướng Nam Hungary, Tập đoàn quân cận vệ 4 (Liên Xô) được điều từ lực lượng dự bị ra mặt trận đã phối hợp với Tập đoàn quân 46 vượt sông Tisza, đánh chiếm Szeged, Subotica, Szombor (Sombor) và phát triển đến tuyến Apatin, Batina, Baya (Baja) trên bờ Đông sông Danub. Tập đoàn quân 46 áp sát thành phố Kechkemet và chỉ còn cách thủ đô Hungary khoảng 90 km về phía Đông Nam. Trên hướng Bắc, ngày 16 tháng 10, các tập đoàn quân 27, 40 (Liên Xô) và Tập đoàn quân 4 (Romania) đều vượt biên giới Romania và tấn công về hướng Mishkolc. Ngày 18 tháng 10, các cụm kỵ binh cơ giới của tướng Pliyev và Goshkov cùng Tập đoàn quân xe tăng cận vệ 6 bắt đầu công kích Debrecen. Lực lượng Đức Quốc xã và Hungary phòng thủ tại thành phố gồm Sư đoàn xe tăng 23, Sư đoàn 1 SS (Đức) và Sư đoàn bộ binh 6 (Hungary) được trang bị 120 xe tăng và 3 trung đoàn pháo hạng nặng đã cố sức chống trả.
Sáng 19 tháng 10, sau loạt pháo bắn chuẩn bị kéo dài 40 phút, các đơn vị xe tăng và kỵ binh Liên Xô bắt đầu tấn công vào thành phố. Cuộc chiến diễn ra ác liệt trên từng dãy nhà, từng con phố. Mỗi một công trình xây dựng kiên cố đều được quân Đức và Hungary biến thành một pháo đài nhỏ hoặc một ổ đề kháng. Đến cuối ngày 19 tháng 10, quân đội Liên Xô chỉ chiếm được nửa phía Nam thành phố nhưng quân đội Đức Quốc xã và quân Hungary hầu như đã không còn lực lượng dự bị. Sáng 20 tháng 10, Tập đoàn quân xe tăng cận vệ 6 và các quân đoàn kỵ binh Liên Xô tiếp tục quét nốt những ổ đề kháng còn lại của quân Đức và Hungary. Tàn quân của Sư đoàn bộ binh 6 (Hungary) và Sư đoàn xe tăng 23 (Đức) rút lên phía Bắc về hướng Nyíregyháza trong cuộc truy đuổi "sát gót" của Cụm kỵ binh cơ giới Liên Xô.

### Chính phủ Hungary nghị hòa
Trong khi các trận đánh tại khu vực Tây Transilvania đang diễn ra ác liệt thì cuộc đàm phán tại Moskva giữa phái đoàn của chính phủ Miklós Horthy do Bá tước, Đại tướng Faragho Gábor dẫn đầu với phái đoàn của Chính phủ Liên Xô, có sự tham gia của các đại diện Anh và Mỹ tại Moskva đã sắp sửa đi đến một hòa ước giữa Hungary với các nước đồng minh chống phát xít. Tuy nhiên, các đại biểu đến từ Budapest chỉ được ủy nhiệm ký kết hòa ước nếu trong đó có hai điều quy định: Một là quân đội Liên Xô thỏa thuận với quân đội Anh và Mỹ để cùng chiếm đóng Hungary; hai là cho quân đội Đức Quốc xã được tự do rút lui khỏi Hungary. Đại diện các nước đồng minh nêu rõ quan điểm rằng họ kiên quyết tôn trọng nền độc lập và tự chủ của Hungary với hai điều kiện: Hungary phải cắt đứt mọi quan hệ với nước Đức Quốc xã và quân đội Hungary phải quay súng chống lại quân đội Đức Quốc xã. Ngoài ra, Hungary phải rút quân đội của họ khỏi lãnh thổ các nước Romania (kể cả vùng Tây Transilvania), Nam Tư, Slovakia. Cuối cùng, phái đoàn Hungary phải chấp nhận những điều kiện đó. Ngày 11 tháng 10, Chính phủ Liên Xô và Chính phủ Hungary ký kết một thỏa thuận sơ bộ về việc ngừng bắn giữa hai bên trên mặt trận Hungary.
Đổi lại, phái đoàn Hungary đề nghị quân đội Liên Xô ngừng tấn công trên hướng Budapest với lý do họ cần có thời gian để tập trung lực lượng Hungary về khu vực thủ đô để chống lại các đòn đột kích của quân Đức. Chính phủ Liên Xô đồng ý tạm ngừng bắn từ ngày 14 tháng 10. Bộ Tổng tham mưu Liên Xô đã chỉ thị cho Phương diện quân Ukraina 2 tạm ngừng tấn công. Đây là một trong những lý do khiến cho tốc độ của chiến dịch tấn công Debrecen bị chậm lại và tướng Johannes Frießner có thời gian để rút Tập đoàn quân 8 (Đức) khỏi Transilvania. Sau đó, tập đoàn quân này được Bộ tư lệnh Cụm tập đoàn quân Nam (Đức) sử dụng để mở cuộc phản công tại khu vực Nyíregyháza.
Quá trình nghị hòa của chính phủ Hungary cũng không nhất quán vì trên thực tế, Bộ Tổng tham mưu Hungary không điều khiển được quân đội của mình. Bộ máy SS và mật thám Gestapo của Đức giám sát chặt chẽ mọi hành động của các sĩ quan chỉ huy Hungary. Vì vậy, trên chiến trường, quân đội Hungary vẫn tiếp tục kháng cự và không có dấu hiệu rút về thủ đô như dự tính của tướng Faragho Gábor. Dấu hiệu về chính sách hai mặt của chính phủ Miklós Horthy càng rõ ràng khi Bộ Tổng tham mưu Hungary cử đến Szeged một đại tá quân nhu hoàn toàn không nắm được tình hình và không có quyền chỉ huy quân đội để đàm phán với Nguyên soái Malinovsky. Tại cuộc đàm phán này, phía Liên Xô yêu cầu Hungary phải rút ngay quân đội của họ khỏi tuyến sông Tisza về Budapest và sử dụng một phần lực lượng mở một mũi đột kích vào quân Đức đang phòng thủ tại khu vực Szolnok; các cấp chỉ huy Hungary phải ra lệnh cho quân đội của mình bắt đầu chiến đấu chống lại quân Đức và bắt liên lạc ngay với các đơn vị Liên Xô để phối hợp tác chiến. Nguyên soái Malinovsky cũng yêu cầu đúng 8 giờ ngày 16 tháng 10, phía Hungary phải đem đến Szeged những tin tức đầy đủ về tình hình các lực lượng Đức và Hungary bao gồm biên chế, nơi đóng quân, các kế hoạch hoạt động. Tuy nhiên, phía Hungary không có hồi âm.
Ngày 14 tháng 10, Bộ Tổng tư lệnh quân đội Liên Xô yêu cầu chính phủ Miklós Horthy phải thực hiện ngay trách nhiệm của họ trong điều khoản thỏa thuận sơ bộ. Đó là việc cắt đứt ngay các quan hệ với nước Đức Quốc xã, rút quân đội Hungary khỏi Romania, Nam Tư và Tiệp Khắc, thông báo cho phía Liên Xô những tin tức về vị trí đóng quân của quân Đức và Hungary đồng thời cử các đại diện có thẩm quyền đến phối hợp với quân đội Liên Xô trong việc điều động quân đội Hungary. Tuy nhiên, tất cả những cố gắng nhằm sớm đem lại hòa bình ở Hungary đã bị phá vỡ bởi cuộc đảo chính ngày 15 tháng 10 tại Budapest.

### Đảo chính ở Budapest
2 giờ sáng ngày 15 tháng 10 năm 1944, Nhiếp chính vương Hungary Miklós Horthy lên đài phát thanh Budapest tuyên bố cắt đứt quan hệ với nước Đức Quốc xã và rút Hungary ra khỏi cuộc chiến. Bản tuyên bố có đoạn viết:
| “                | Tôi được tin đích xác rằng các đội quân đặc nhiệm Đức đang mưu đồ dùng một cuộc đảo chính để áp đặt chính quyền của họ và biến Hungary thành hậu phương chiến trường của đế chế Đức. Do đó, tôi đã thông báo cho các đại biểu của đế chế Đức ở Hungary về việc chúng ta đã ký kết hiệp định đình chiến sơ bộ với đối phương và Hungary sẽ đình chỉ mọi hoạt động quân sự chống lại họ... Tôi đã ra các chỉ thị về những vấn đề nói trên cho Bộ chỉ huy quân sự Hungary. Vì vậy, chiểu theo những tuyên bố và mệnh lệnh mà tôi đã ban hành, các đơn vị quân đội có trách nhiệm phải tuân thủ những người chỉ huy mà tôi đã cử ra | ” |
| — Miklós Horthy. | |   |

Tuy nhiên, quân đội Hungary đã tuột khỏi tay chính quyền Miklós Horthy. Bằng các hoạt động có tổ chức, phe phát xít trong quân đội Hungary do tướng Szálasi Ferenc cầm đầu được sự bảo trợ của bộ máy SS ở Hungary đã thay thế các sĩ quan Hungary có tư tưởng cầu hòa bằng những người của Đảng Quốc xã Hungary. Những người ủng hộ việc đình chỉ chiến sự chống lại Liên Xô và các nước đồng minh đều bị đàn áp bằng vũ lực. Tại Budapest, tướng Johann Friessner đã bố trí Sư đoàn xe tăng 24 chiếm đóng thành phố. Dĩ nhiên, sư đoàn này mới là những "ông chủ" thực sự ở Budapest chứ không phải là Miklós Horthy. Trong khi đài phát thanh Budapest còn đang truyền đi bản tuyên bố của Miklós Horthy thì tướng SS Erich von dem Bach-Zalewski và thiếu tá Otto Skorzeny đã điều động và bố trí các đơn vị biệt kích Đức vào các vị trí khống chế thành phố và hoàng cung. Một cuộc đảo chính quân sự chống lại Miklós Horthy đã diễn ra ngay trong ngày 15 tháng 10 năm 1944.
Mờ sáng ngày 15 tháng 10, toán biệt kích SS mật hiệu "Margarete I" thuộc lực lượng đặc biệt "Friedenthal" do thiếu tá đặc nhiệm SS Otto Skorzeny chỉ huy đi trên một xe tải và bốn xe con dân sự đã bất ngờ đột nhập hoàng cung ở Budapest. Hai lính gác tại cổng hoàng cung bị hạ bởi các loạt đạn tiểu liên MP 38/40 từ cự ly 10 đến 15 m. Không vấp phải một sự kháng cự đáng kể nào, toán biệt kích SS xông thẳng vào nơi ở của Nhiếp chính Miklós Horthy. Thêm hai sĩ quan cận vệ của nhiếp chính vương bị hạ tại sảnh chính. Toán lính cận vệ của hoàng cung từ nhà ở phía sau xông đến sảnh chính. Nhưng những khẩu súng trường của những người lính chỉ quen duyệt binh hơn là đánh trận không chống lại được tiểu liên và những quả thủ pháo trong tay đám biệt kích thiện chiến của Otto Skorzeny. Thêm ba lính gác Hungary bị hạ, số còn lại bỏ chạy. Otto Skorzeny và toán biệt kích Đức xông vào phòng làm việc của Miklós Horthy. Tại đây còn có con trai của Nhiếp chính vương và viên sĩ quan bí thư của Miklós Horthy. Cả ba bị áp giải lên một xe con "Mercedes" đã chờ sẵn trước sảnh chính. Để không gây sự chú ý, đám lính biệt kích Đức đã nhanh chóng dọn dẹp các xác chết và gói vào những tấm thảm chất lên xe tải chở đi. Tất cả sự kiện chỉ diễn ra trong vòng không quá 15 phút đồng hồ.
Miklós Horthy được đưa đến gặp tướng Walther Wenck tại một khách sạn trên một ngọn đồi gần Budapest. Tại đây, đã diễn ra cuộc thỏa thuận về vận mạng của Miklós Horthy. 14 giờ chiều 15 tháng 10, một đoạn băng ghi âm ngắn được phát trên đài phát thanh Budapest. Trong đó, Miklós Horthy tuyên bố từ nhiệm và chấm dứt hiệp định hòa bình sơ bộ vừa ký kết với Liên Xô. Ngay sau đó, tướng Szálasi Ferenc, lãnh tụ Đảng Quốc xã Hungary (còn có tên là Đảng "Mũi tên chữ thập") tuyên bố nhậm chức Nhiếp chính vương Hungary và ra lệnh cho quân đội Hungary tiếp tục chiến đấu chống lại quân đội Liên Xô. Tại Budapest, tướng Erich von dem Bach-Zalewski đã điều động hai trung đoàn của Sư đoàn đặc nhiệm SS "Brandenburg" phối hợp với Trung đoàn xe tăng hạng nặng của Sư đoàn xe tăng 24 (Đức) chiếm đóng các vị trí quan trọng trong thành phố như nhà Quốc hội Hungary, Tòa thị chính Budapest, bưu điện, nhà ga, đài phát thanh, nhà máy điện... Các đơn vị quân đội Hungary tại Budapest được lệnh cấm trại. Thủ đô Budapest bị đặt trong tình trạng giới nghiêm. Các đơn vị quân đội Hungary tại mặt trận và cả Bộ Tổng tham mưu quân đội Hungary cũng đều bị đặt trực thuộc Bộ tư lệnh Cụm tập đoàn quân Nam của Đức. Hai cha con Miklós Horthy được đưa lên tàu hỏa sang Đức.
Những diễn biến chính trị thay đổi đột ngột ở Budapest đã gây ra những xáo động tâm lý trong quân đội Hungary. Ngày 16 tháng 10 năm 1944, Đại tướng Miklós Béla, Tư lệnh Tập đoàn quân 1 Hungary cùng một sĩ quan tham mưu của tập đoàn quân và 2 trung sỹ quân đội Hungary đã chạy sang trận tuyến của quân đội Liên Xô để đầu hàng tại khu vực của Sư đoàn bộ binh 16 (Hungary). Tại Sở chỉ huy của Phương diện quân Ukraina 4, tướng Miklós Béla đã đồng ý thảo bản "Mệnh lệnh đình chỉ các hành động quân sự với quân Nga và bắt đầu chiến đấu chống lại quân đội Đức". Ngày 17 tháng 10, tướng Miklós Béla đã đọc bản mệnh lệnh này trên Đài phát thanh Moskva. Trong đó có đoạn viết:
| “             | Quân đội vương quốc Hungary hãy cầm chắc vũ khí, quay súng vào bọn chiếm đóng Đức còn đang ở Hungary và chiến đấu chống lại tất cả các đơn vị quân Đức. Chậm nhất là 6 giờ sáng ngày 19 tháng 10, các đơn vị Hungary phải bắt đầu các hành động chống lại bọn Hitler. Các sư đoàn đang phòng ngự chống lại quân đội Liên Xô phải rút về các địa điểm đóng quân thời bình và tiêu diệt tất cả các đơn vị quân Đức bắt gặp dọc đường. Người Nga sẽ chi viện cho chúng ta hành động. Đây là thời điểm quyết định. Tổ quốc của chúng ta sống hay là chết. Tôi trực tiếp giao trách nhiệm lịch sử cho những ai nhận được mệnh lệnh này và những người đó phải thực hiện nghiêm túc | ” |
| — Miklós Béla | |   |

Từ Phương diện quân Ukraina 4, vị tướng chính trị Mekhlis, Ủy viên Hội đồng quân sự Phương diện quân, đã báo cáo bằng văn bản với Đại bản doanh Bộ Tổng tư lệnh tối cao về việc trong bốn năm ngày gần đây, mỗi ngày, có hàng nghìn quân nhân Hungary chạy sang trận tuyến của phương diện quân; và Phương diện quân Ukraina 4 đã áp dụng nhiều biện pháp binh vận để gọi hàng quân đội Hungary. Tuy nhiên, sau khi chiến dịch Budapest và chiến dịch Đông Carpath kết thúc, Bộ Tổng tham mưu Liên Xô mới xác định được rằng tướng Mekhlis đã thổi phồng sự thật. Số tù binh Hungary ra hàng tại dải mặt trận của Phương diện quân Ukraina 4 trong nửa đầu tháng 10 năm 1944 không quá 1.000 người.
Sự kiện tướng Miklós Béla ra hàng quân đội Liên Xô cùng những báo cáo lạc quan tếu của tướng Mekhlis, Ủy viên Hội đồng quân sự Phương diện quân Ukraina 4 đã kích động trí tưởng tượng của Stalin, khiến cả Đại bản doanh và Bộ Tổng tham mưu Liên Xô đều cho rằng quân đội Hungary đang trên đà tan rã và tuyến phòng thủ của quân Đức - Hungary sẽ nhanh chóng suy yếu. Tuy nhiên, đến cuối tháng 10 năm 1944, Bộ Tổng tham mưu Liên Xô mới nhận được những tin tức chính xác về những "biện pháp đặc biệt" mà Cụm tập đoàn quân Nam của Đức vừa áp dụng tại Budapest, về sự thay đổi chính phủ ở Hungary và quân đội Hungary hiện đang thực thi các mệnh lệnh của chính phủ mới do tướng Szálasi Ferenc cầm đầu. Việc nắm tình hình muộn màng cùng với những thông tin sai lạc do tướng Mekhlis từ Phương diện quân Ukraina 4 báo cáo về đã dẫn Stalin và Đại bản doanh Bộ Tổng tư lệnh quân đội Liên Xô đến một sai lầm. Đó là ra mệnh lệnh yêu cầu Phương diện quân Ukraina 2 phải tấn công Budapest ngay khi Chiến dịch Debrecen kết thúc mà không có thời gian chuẩn bị, dù chỉ là 5 ngày như Nguyên soái Malinovsky đã yêu cầu. Cũng chỉ đến ngày 24 tháng 10, khi đã thấy rõ là mệnh lệnh của tướng Miklós Béla không có tác động đáng kể lên tinh thần quân đội Hungary, Stalin mới ra quyết định:
| “         | Vì quân đội Hungary vẫn không chịu ngưng các hành động quân sự chống lại quân đội Liên Xô, vẫn tiếp tục duy trì trận tuyến thống nhất với quân đội Đức Quốc xã nên Đại bản doanh Bộ Tổng tư lệnh tối cao ra lệnh: Quân đội Liên Xô trên chiến trường sẽ tấn công quân đội Hungary cũng như tấn công đối với quân đội Đức Quốc xã | ” |
| — STAVKA. | |   |

### Quân đội Đức Quốc xã phản công
Sau khi chiếm Debrecen, Tập đoàn quân xe tăng cận vệ 6 (Liên Xô) được giao nhiệm vụ ở lại bảo vệ thành phố và nới rộng phạm vi kiểm soát đến bờ Đông sông Tisza, chuẩn bị tấn công vào Budapest. Quân đoàn xe tăng 23 cũng được Nguyên soái Malinovsky điều động từ lực lượng dự bị của Phương diện quân Ukraina 2 lên tuyến đầu. Các cụm kỵ binh cơ giới của tướng Pliyev và tướng Gorshkov được lệnh tiếp tục tấn công lên phía Bắc, đánh chiếm bàn đạp Miskolc; từ đó, tạo thành một mũi vu hồi tấn công vào Budapest từ hướng Đông Bắc. Về tác chiến chiến dịch, cụm quân của tướng Gorshkov được đặt dưới sự chỉ đạo tác chiến của tướng Pliyev. Ngày 21 tháng 10, Quân đoàn xe tăng 23, 3 quân đoàn kỵ binh và 2 quân đoàn cơ giới Liên Xô tiếp tục tấn công theo hướng Nyíregyháza. Ngày 22 tháng 10, Quân đoàn kỵ binh cận vệ 4 và Quân đoàn xe tăng 23 đánh chiếm Nyíregyháza.
Sự phối hợp không ăn ý giữa Tư lệnh và Ủy viên hội đồng quân sự Phương diện quân Ukraina 4 đang hoạt động bên sườn phải của Phương diện quân Ukraina 2 đã đem lại hậu quả xấu cho các cuộc tấn công của các tập đoàn quân 27, 40 (Liên Xô), 4 (Romania) và các cụm kỵ binh cơ giới Liên Xô. Mặc dù báo cáo lạc quan về tuyến phòng thủ của quân Đức tại Đông Carpath đang suy yếu nhưng khi Bộ Tổng tham mưu Liên Xô yêu cầu Phương diện quân Ukraina 4 mở các cuộc tấn công trên hướng Uzhgorod đi Chov để chia cắt phòng tuyến của quân Đức thì Mekhlis lại đề nghị cho hoãn lại với lý do không đủ lực lượng (Phương diện quân Ukraina 4 chỉ có các tập đoàn quân 1 (cận vệ), 18 và Quân đoàn bộ binh 17). Tận dụng thời gian đó, ngày 22 tháng 10, tướng Johann Friessner đã điều động Quân đoàn xe tăng xe tăng 3, Quân đoàn bộ binh 17, Quân đoàn bộ binh 29 và Quân đoàn bộ binh 9 (Hungary) mở cuộc phản công tại khu vực Nyíregyháza. Quân đoàn xe tăng 4 (Đức) và 3 sư đoàn bộ binh của Quân đoàn bộ binh 72 (Đức) cũng mở cuộc phản công từ Szolnok sang bờ Đông sông Danub.
Nếu như trên hướng Szolnok, Quân đoàn xe tăng 4 (Đức) bị Tập đoàn quân 53 phối hợp với Tập đoàn quân cận vệ 7 (Liên Xô) vừa cơ động tới chặn đứng ở phía Tây sông Kharmash và buộc phải rút về bờ Tây sông Danub sau ba ngày tấn công thì tại khu vực Nyíregyháza, quân Đức đã thu được những thành công đáng kể. Các quân đoàn bộ binh 17 và 29 (Đức) đã lập thành một vành đai phòng thủ vững chắc từ phía Nam Chov đến Nadkallo (Nagykallo). Các quân đoàn này đã chặn đứng các mũi tấn công của Tập đoàn quân 40 (Liên Xô), Tập đoàn quân 4 (Romania) và bắt đầu tiêu hao các đơn vị phái đi trước của Tập đoàn quân 27. Trên tuyến sông Tisza, Quân đoàn xe tăng 3 (Đức) phối hợp với Quân đoàn bộ binh 9 (Hungary) tổ chức đột kích vào sườn trái của Quân đoàn kỵ binh cận vệ 6 (Liên Xô) đang tấn công sang phía Tây Nyíregyháza.
Khi đó, Quân đoàn cơ giới cận vệ 7 (Liên Xô) đang tấn công vào thị trấn Teglash (Teglas), Quân đoàn kỵ binh cận vệ 5 đang cố gắng đánh chiếm thị trấn Hayduhadhaz (Hajduhadhaz), phía Tây Nam Nyíregyháza. Phát hiện mũi tấn công mới của quân Đức ở bờ Đông sông Tisza, tướng Pliyev lệnh cho tướng Sokolov, chỉ huy Quân đoàn kỵ binh cận vệ 6 rút về Nadkallo nhưng không kịp. Chiều 22 tháng 10, Sư đoàn kỵ binh 8 SS "Florian Geyer" và Sư đoàn bộ binh sơn chiến 4 (Đức) đã chiếm đóng Kalloshemen (Kallosemjen) và Nadkallo. Sư đoàn kỵ binh 30 và Lữ đoàn cơ giới cận vệ 6 (Liên Xô) đã bị đánh thiệt hại nặng.
Ngày 23 tháng 10, Quân đoàn xe tăng 23 (Liên Xô) đã được điều động lên phía Bắc Debrecen để khôi phục cuộc tấn công. Vừa tới chiến trường, quân đoàn này đã mở cuộc tấn công đánh chiếm thị trấn nhỏ Haydudorog (Hajdudorog) và phát động cuộc tấn công vào Haydunanash (Hajdunanas). Cảm nhận được nguy cơ quân đội Liên Xô đang đe dọa cắt đứt các Quân đoàn bộ binh 17 và 29 khỏi tuyến sông Tisza, ngày 24 tháng 10, tướng Maximilian Fretter-Pico điều động hai trung đoàn bộ binh và 75 xe tăng chặn đánh mũi tấn công của các lữ đoàn xe tăng 39 và 135 (Liên Xô), hai trung đoàn bộ binh và hơn 50 xe tăng chống lại mũi tấn công của Lữ đoàn xe tăng 3 và Lữ đoàn cơ giới 56, ba trung đoàn bộ binh (Hungary) và 25 xe tăng tấn công Haydudorog. Mũi tấn công chính của tướng Maximilian Fretter-Pico gồm 2 sư đoàn bộ binh và 80 xe tăng của Sư đoàn xe tăng 23 tấn công thẳng vào Nyíregyháza.
Để giữ Nyíregyháza, ngày 25 tháng 10, tướng Pliyev phải điều tới đây các sư đoàn kỵ binh 8, 63. Nguyên soái Malinovsky cũng tăng viện cho cụm kỵ binh cơ giới Liên Xô Sư đoàn đổ bộ đường không 3 lấy từ Tập đoàn quân 27 và Trung đoàn xe tăng 30 lấy từ Quân đoàn cơ giới cận vệ 2. Trong ba ngày 25, 26 và 27 tháng 10, các trận đánh đẫm máu diễn ra ác liệt xung quanh khu vực Nyíregyháza và các thị trấn trong vùng như Denecher (???), Székely, Tura (???) và Napkor. Ngày 27 tháng 10, Sư đoàn đổ bộ đường không 3 và Trung đoàn xe tăng 30 (Liên Xô) bị đánh bật khỏi Nyíregyháza. Các quân đoàn kỵ binh cận vệ 4, 5, 6 và Quân đoàn xe tăng 23 phải rút về tuyến Orosz - Sazkut. Trong đó, Quân đoàn kỵ binh cận vệ 6 bị thiệt hại nặng. Tướng Pliyev thừa nhận: "Phương diện quân Ukraina 3 vừa để mất một đầu cầu rất có lợi để phát triển tấn công".
Ngày 28 tháng 10, Nguyên soái Malinovsky ra lệnh cho tất cả các tập đoàn quân thuộc Phương diện quân Ukraina 2 chuyển sang tư thế phòng ngự. Trong khi đó, STAVKA lại ra lệnh cho Phương diện quân Ukraina 2 phải tổ chức tấn công ngay vào Budapest trong ngày 29 tháng 10 năm 1944.

## Kết quả, đánh giá và ảnh hưởng

### Kết quả
Về mục tiêu chiến dịch, quân đội Liên Xô và quân đội Romania hoàn toàn đạt được mục tiêu thứ nhất. Đó là đuổi quân Đức ra khỏi vùng Tây Transilvania, thu hồi toàn bộ vùng lãnh thổ của Romania mà năm 1940, Hitler đã "cắt" cho Hungary. Đối với mục tiêu thứ hai, Chiến dịch Debrecen là một chiến thắng không trọn vẹn đối với quân đội Liên Xô và quân đội Romania. Họ mới chỉ đạt được mục tiêu tiến đến tuyến sông Tisza ở giữa mặt trận. Tập đoàn quân 46 thu được kết quả lớn hơn cả ở cánh trái của mặt trận khi họ vượt qua sông Tisza, đánh chiếm hai thành phố quan trọng là Subotisa và Szeged và tiếp cận tuyến sông Danub. Tuy nhiên, quân đội Đức Quốc xã đã tổ chức nhiều đợt phản kích làm tiêu hao binh lực của Tập đoàn quân 46 nên ngày 29 tháng 10 năm 1944, Đại bản doanh Bộ Tổng tư lệnh quân đội Liên Xô phải điều Tập đoàn quân cận vệ 4 từ lực lượng dự bị đến Phương diện quân Ukraina 3 và bố trí nó tại khu vực Sombor, bên cánh trái Tập đoàn quân 46 của Phương diện quân Ukraina 2. Tại cánh phải, Các cụm kỵ binh cơ giới và Quân đoàn xe tăng 23 (Liên Xô) không những không tiếp cận được tuyến sông Tisza mà còn bị thiệt hại khá nặng. Nguyên soái Rodion Malinovsky trong báo cáo gửi STAVKA thừa nhận việc Phương diện quân Ukraina 2 bị tổn thất khoảng 300 xe tăng. Phương diện quân Ukraina 2 cũng không thực hiện được ý đồ tiến nhanh lên phía Bắc Budapest để bao vây cụm quân Đức - Hungary tại đây, làm cho Chiến dịch giải phóng Hungary kéo dài thêm gần 5 tháng nữa với những tổn thất không nhỏ.
Tuy không thành công trong việc nhanh chóng tiến vào Budapest, nhưng quân đội Liên Xô và Romania đã tiến sâu từ 60-120 dặm, giành được những vị trí bàn đạp thuận lợi để tiến đánh vào Budapest. Các hoạt động chiến sự tại đây cũng đã thu hút rất nhiều binh lực của Đức sang đây, để hổng nhiều khu vực khác trên mặt trận Xô-Đức. Và cuối cùng, quân đội Liên Xô cũng đã giải phóng 1/3 lãnh thổ Hungary, vượt qua tấm bình phong vùng Nam Carpath che mặt Budapest và ngăn không cho quân Đức sử dụng các vị trí hiểm trở này làm nơi phòng thủ và trú đông.
Đối với quân đội Đức Quốc xã và Hungary, cuộc phản công ở Nyíregyháza là một thành công - mặc dù đây là lần cuối cùng mà quân Đức có thể đẩy lui một mũi tấn công có binh lực khá mạnh của quân đội Liên Xô. Nhờ đó, quân Đức và Hungary đã có thể thành lập được một phòng tuyến cứng rắn và cứu cho cụm quân Wöhler thoát khỏi thảm họa bị bao vây tiêu diệt tại Tây Transilvania. Tuy nhiên, thành công này chỉ đủ để trì hoãn ngày tận thế của Đệ tam Đế chế vì không lâu sau đó, ngày 30 tháng 10 Nyíregyháza rơi vào tay quân đội Liên Xô và đến ngày 7 tháng 11 thì họ đã tiến tới vùng ngoại vi của Budapest.

### Đánh giá
Ý định của Phương diện quân Ukraina 2 nhằm bao vây Tập đoàn quân 8 (Đức) và một phần Tập đoàn quân 2 (Hungary) ở Tây Transilvania không phải là một ý định tồi. Nhưng để thực hiện được điều đó, giống như tại Chiến dịch Iaşi-Chişinău, cần sự phối hợp của ít nhất 2 phương diện quân. Ngoài Phương diện quân Ukraina 2 đang giao chiến với các lực lượng xe tăng mạnh của Tập đoàn quân 6 (Đức) từ phía Nam Transilvania, còn cần đến sự tham gia của Phương diện quân Ukraina 4 đang tấn công ở Đông Slovakia, tiếp giáp với mặt bắc của Transilvania. Trong trường hợp này, chỉ giao nhiệm vụ đó cho Phương diện quân Ukraina 2 là không đủ. Trong báo cáo gửi về STAVKA ngày 28 tháng 10, Nguyên soái Semyon Timoshenko, đại diện của STAVKA tại các phương diện quân trên hướng Đông Nam châu Âu cho rằng, Phương diện quân Ukraina 2 bị phân tán trên mấy hướng chiến dịch ở phía Đông Bắc Budapest (Mishkol, Eger, Hatván) và phía Đông Nam Budapest (Szolnok, Kechkemet, Szerszard) nên binh lực phân tán và rải đều. Chỉ có Tập đoàn quân cận vệ 7 có ưu thế hơn một chút nên không đủ lực lượng để đột phá trên tuyến sông Tisza. Sau chiến dịch Debrecen, Timoshenko đã lập tức đến Phương diện quân Ukraina 4 để tìm hiểu tại chỗ về mối quan hệ giữa Tư lệnh Ivan Petrov và Ủy viên Hội đồng quân sự Lev Mekhlis cũng như những nguyên nhân mà phương diện quân này không thể phối hợp với Phương diện quân Ukraina 2 trong các hoạt động quân sự tại Transilvania.
Sự chấp chới trong các hoạt động quân sự xen lẫn với các cuộc đàm phán ngoại giao đã gây ra sự chậm trễ cho cuộc tấn công của Phương diện quân Ukraina 2. Lợi dụng cuộc đàm phán giữa chính phủ Miklós Horthy với chính phủ Liên Xô cũng như những thỏa thuận ngừng bắn sơ bộ giữa quân đội Liên Xô và quân đội Hungary, quân Đức đã rút được một số lượng đáng kể các sư đoàn Đức và Hungary khỏi Transilvania để đưa về củng cố tuyến phòng ngự ở khu vực Tisza. Sau khi hoàn thành cuộc điều quân quan trọng đó, tướng Johann Friessner mới tiến hành một cuộc đảo chính chớp nhoáng để vô hiệu hóa toàn bộ kết quả cuộc đàm phán Hungary - Liên Xô trước đó. Trong trường hợp này, phía Liên Xô đã không tính đến khả năng Hitler dám loại bỏ một đồng minh chính trị của mình là Miklós Horthy để đưa Szálasi Ferenc, một người mà Berlin hoàn toàn có thể tin cậy được cả về chính trị và quân sự lên đốc thúc quân đội Hungary tiếp tục chiến đấu. Đối với quân đội Đức Quốc xã, kết quả của những diễn biến chính trị - quân sự này còn quan trọng hơn chính kết quả của cái mà người ta vẫn gọi là "trận đấu xe tăng lớn gần Debrecen". Nó cho phép quân đội Đức Quốc xã và quân đội Hungary củng cố vững chắc hơn tuyến phòng ngự phía Đông thủ đô Hungary và kéo dài sự tồn tại của Đế chế thứ ba thêm nửa năm nữa; buộc quân đội Liên Xô, Romania và Bulgaria phải tiến hành cuộc tấn công bao vây kéo dài và tốn máu ở khu vực Budapest.

### Ảnh hưởng
Chiến dịch Debrecen không hoàn thành mục tiêu đã ảnh hưởng tiêu cực đến kết quả tác chiến của quân đội Liên Xô và các đồng minh mới của họ (Romania và Bulgaria) tại mặt trận Hungary. Quân đội Đức Quốc xã hoàn toàn ý thức được rằng với binh lực hiện có, họ không thể đẩy quân đội Liên Xô ra khỏi bờ Đông sông Tisza trên khu vực Nyíregyháza trống trải mà muốn dùng đầu cầu này để uy hiếp phía sau các tập đoàn quân Liên Xô đang tấn công trên hướng trực tiếp uy hiếp Budapest: hướng Kunmadarat - Hatván. Vì vậy, cánh quân sườn phải của Phương diện quân Ukraina 2 buộc phải phân tán sang hướng Mishkol. Điều đó cũng có nghĩa là cánh quân chủ lực của phương diên quân này trên hướng chủ yếu nhằm vào Budapest sẽ yếu đi. Điều đó được chứng minh bằng sự kéo dài của Chiến dịch Budapest, một trong những chiến dịch ác liệt, khó khăn và kéo dài nhất đối với quân đội Liên Xô trong giai đoạn cuối của cuộc Chiến tranh Xô-Đức (từ 29 tháng 10 năm 1944 đến 13 tháng 2 năm 1945).
Bài học của Chiến dịch Debrecen cũng như thất bại trong cuộc đàm phán với Miklós Horthy cũng rất đắt giá đối với phía Liên Xô. Nó cho thấy một điều rằng khi bị dồn đến chân tường, nước Đức Quốc xã có thể còn có những hành động rất quyết liệt để kháng cự và không có một cuộc đàm phán hòa bình nào có thể thay thế được các hoạt động quân sự trên chiến trường. Khác với Romania và Bulgaria - những nơi mà trong xã hội hiện hữu nhiều luồng tư tưởng muốn rút quốc gia của mình khỏi chiến tranh và những nhân vật chính trị có tư tưởng đó nắm những địa vị quan trọng trong chính phủ và quân đội mà bộ máy SS và mật thám Đức không thể vô hiệu hóa được - thì tại Hungary, bằng những biện pháp đặc biệt được tiến hành ở hậu phương của Cụm tập đoàn quân Nam, những nguy cơ về một sự phản bội đã bị loại trừ (theo cách nói của tướng Johann Friessner). Về khía cạnh quân sự, bài học của Debrecen cũng giúp cho quân đội Liên Xô rút ra những kinh nghiệm xương máu để đạt được thành công trong Chiến dịch phòng ngự hồ Balaton, bảo đảm chắc chắn cho thắng lợi của Chiến dịch Budapest.